# Kibbutz

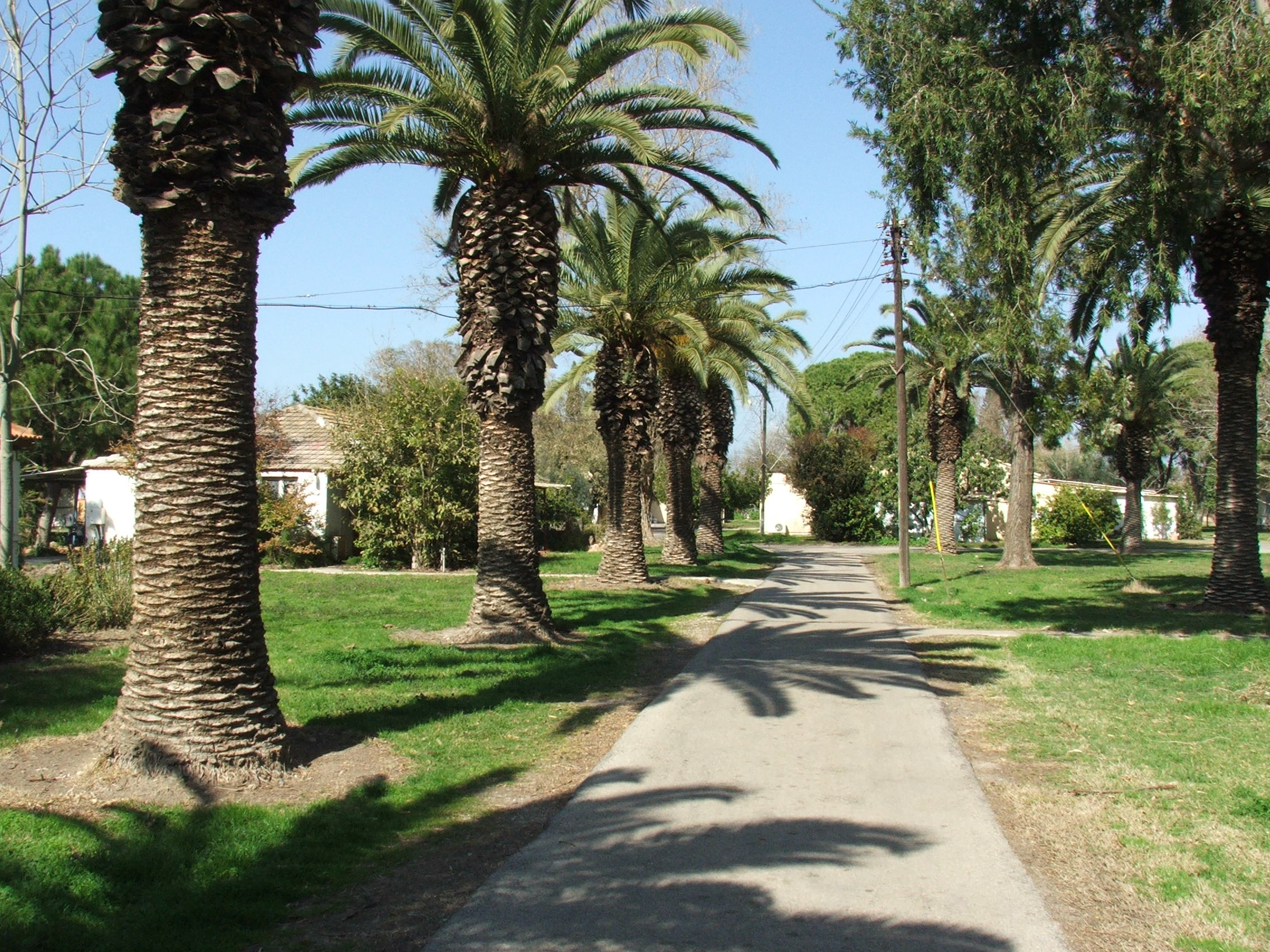
Kfar Masaryk

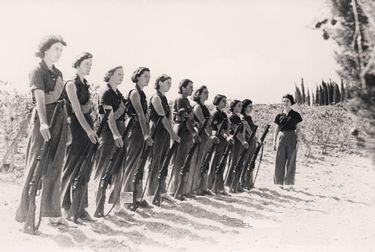
Mishmar HaEmek

Il kibbutz, talvolta kibbuz o kibuz in italiano (dall'ebraico: קִבּוּץ, lett. "riunione, comune"), è una forma associativa volontaria di lavoratori dello Stato di Israele, basata su regole rigidamente egualitarie e sul concetto di proprietà collettiva. Si tratta di comunità agricole a gestione collettiva, sorte in Palestina per opera del movimento sionista a partire dal 1909-10 e affermatesi poi nello Stato di Israele. In senso più concreto, il terreno su cui ciascuna comunità è stanziata e l'insieme di beni e strutture che ne fanno parte sono proprietà collettiva dei suoi membri.

## Storia
Il kibbutz è nato come ideale socialista di eguaglianza e di lavoro a favore della comunità; questo comporta, per ogni singolo individuo appartenente al kibbutz, l'obbligatorietà di lavorare per tutti gli altri; ricevendo in cambio, al posto di denaro, solo i frutti del lavoro comune, evitando così alla collettività di cadere nelle mani di quello che viene considerato il consumismo di stampo occidentale. L'associazionismo in forma di kibbutz risale all'inizio del XX secolo con la fondazione di Degania a sud del Monte Ehilam, nei pressi del lago di Tiberiade, avvenuta nel 1909. Il kibbutz è stato uno degli elementi fondamentali nello sviluppo di Israele, sia per la forte carica ideologica socialista sia per il fattore innovativo che portava in un'area in cui l'agricoltura era a puri livelli di sussistenza.
Dopo la fondazione dello Stato, i kibbutz (il plurale in ebraico è קִבּוּצִים, kibbutzim) israeliani hanno conosciuto un periodo di declino, dovuto sia a compromessi ideologici, quali la necessità di impiegare lavoro salariato esterno, sia alla concorrenza delle imprese a carattere privato, sia infine a una cattiva gestione in periodi di crisi economica. Se inizialmente i kibbutz si occupavano solo di attività agricole, si sono poi sviluppati seguendo anche progetti manifatturieri e lavorazioni di materie plastiche e di elettronica. Nel 2010 c'erano in Israele 270 kibbutz. Le loro fabbriche e le loro aziende agricole arrivavano a costituire il 9% del prodotto industriale (8 miliardi di dollari) e il 40% del prodotto agricolo (oltre 1,7 miliardi di dollari).

## Ordinamento ed organizzazione
La direzione del kibbutz è formata da un numero ristretto di persone, e le decisioni vengono prese nell'assemblea generale. L'ordinamento interno riguardante l'educazione dei bambini era fino a non molti anni fa piuttosto ferreo, in quanto non potevano nemmeno vivere assieme alla famiglia ma in una struttura chiamata La casa dei bambini, il nome dato nei kibbutz israeliani al luogo dove i figli dei membri della comunità venivano allevati fin dai primi mesi di vita e in cui abitavano più o meno fino all'adolescenza.
Dal punto di vista della distribuzione degli utili si possono distinguere tre modelli di kibbutz: Il kibbutz collettivo (kibbutzshidufi), in cui i membri vengono compensati equamente, indipendentemente dal lavoro svolto da ciascun membro; il kibbutz misto (kibbutz meshulav), in cui a ciascun membro viene assegnata una piccola percentuale del suo stipendio insieme a una componente base data equamente a tutti i membri del kibbutz; il kibbutz rinnovato (kibbutz mithadesh), in cui il reddito di un membro è costituito esclusivamente dal reddito individuale derivante dal suo lavoro e talvolta include il reddito da altre fonti del kibbutz.

## Principali kibbutz
- Beit Zera
- Degania Alef
- Degania Bet
- Erez
- Hukok
- Kadarim
- Kabri
- Kerem Shalom
- Kfar Giladi
- Kvutzat Kinneret
- Mashabei Sadeh
- Nahal Oz
- Ramat Hakovesh
- Sde Boker
- Sde Nehemia